# Nanggerang (Cicurug)
Nanggerang is een bestuurslaag in het regentschap Sukabumi van de provincie West-Java, Indonesië. Nanggerang telt 5586 inwoners (volkstelling 2010).